# Femimutancia
Femimutancia, seudónimo de Julia Inés Mamone, con nombre escogido Jules, (Villa Gesell, 1989) es historietista y dibujante de Argentina, una persona no binaria transfeminista. Ha obtenido varios reconocimientos, como el Premio Estímulo a la Escritura promovido por la Fundación Bunge y Born, la Fundación Proa y el diario La Nación o el concurso Somos convocado por la Casa Nacional del Bicentenario en Argentina.

## Trayectoria
Nació en la ciudad argentina Villa Gesell en 1989. Entre los 6 y 12 años residió en Zárate. Comenzó estudios de sociología y cursó talleres de arte. Entre sus mentores se encuentran el historietista argentino Enrique Alcatena y Salvador Sanz.
Comenzó a publicar su obra en redes sociales bajo el seudónimo de Femimutancia para evitar posibles represalias. Desde 2017 ha participado en varios fanzines, publicaciones y antologías como Clítoris, Poder Trans, Antología LGTBI, Pibas, Superbollo, Strapazin, Kus! Queer Power o Club Vampire entre otras. En 2017, autoeditó el fanzine Les niñes, que nace de la violencia de género que sufrió, para el XXXII Encuentro Nacional de Mujeres, en Resistencia Chaco.
Ha escrito varias novelas gráficas como Alienígena (2018), Piedra Bruja (2019), Banzai (2021) o La madriguera (2022). En su obra se abordan temas como las corporalidades no hegemónicas, la ruptura con los roles de género establecidos, los abusos en la infancia, la soledad elegida y la construcción de vínculos sexo-afectivos.
En 2019, confundó la firma editorial Feminismo Gráfico. Al año siguiente, el Centro Cultural Recoleta y la editorial Sudestada seleccionó su trabajo para el proyecto Creación de historietas.

## Reconocimientos
En 2017, fue una de las personas seleccionadas en el concurso LGTBI que promovía la Editorial Municipal de Rosario (EMR) y la Dirección de Diversidad Sexual.
En 2020 ganó, en la categoría de novela gráfica, el Premio Estímulo a la Escritura «Todos los tiempos el tiempo» que promueven la Fundación Bunge y Born, la Fundación Proa y el diario La Nación y en cuyo jurado se encontraban, entre otras, la historietista Sole Otero y la escritora Pola Oloixarac. También en 2020, ganó el concurso Somos de ilustración e historieta sobre diversidad sexual e identidad de géneros convocado por la Casa Nacional del Bicentenario, en el que también se reconoció a Malena Guerrero y Mariana Ortiz Linares - Zitro Tinta.

## Publicaciones
- Laura Caraballo (2021), Abolir el binarismo. Femimutancia y la historieta argentina transfeminista, Caravelle, 116 | 2021, 117-136.